# Adelognathus genator
Adelognathus genator là một loài tò vò trong họ Ichneumonidae.